# Monreal de Ariza
Monreal de Ariza ist ein Ort und eine Gemeinde (municipio) mit 173 Einwohnern (Stand: 2024) im äußersten Westen der Provinz Saragossa in der Autonomen Region Aragonien im Nordosten Spaniens. Der Ort ist eine Station am Camino del Cid; er gehört zur bevölkerungsschwachen Region der Serranía Celtibérica.

## Lage und Klima
Der Ort Monreal de Ariza liegt auf dem Südufer des Río Jalón gut 130 km (Fahrtstrecke) südwestlich der Provinzhauptstadt Saragossa in einer Höhe von ca. 770 m. Die sehenswerte Stadt Calatayud ist ca. 48 km in östlicher Richtung entfernt. Das Klima ist im Winter rau, im Sommer dagegen gemäßigt bis warm; der eher spärliche Regen (ca. 430 mm/Jahr) fällt übers Jahr verteilt.

## Bevölkerungsentwicklung
| Jahr      | 1857 | 1900 | 1950 | 2000 | 2017 |
| Einwohner | 612  | 716  | 960  | 299  | 208  |

Als Folge zunehmender Trockenheit, der Mechanisierung der Landwirtschaft, der Aufgabe von zahlreichen bäuerlichen Kleinbetrieben und des daraus resultierenden geringeren Arbeitskräftebedarfs auf dem Land ist die Zahl der Einwohner in der zweiten Hälfte des 20. Jahrhunderts infolge der Landflucht deutlich gesunken. Zur Gemeinde gehört auch der ca. 4 km westlich gelegene Weiler (pedanía) Granja de San Pedro.

## Wirtschaft und Infrastruktur
Die Einwohner des Ortes waren jahrhundertelang im Wesentlichen Selbstversorger; Märkte gab es nicht. Die wenigen Händler, Handwerker und Dienstleister wurden von Straßenhändlern mit dem Lebensnotwendigen versorgt. Heute werden zahlreiche leerstehende Häuser als Feriendomizile (casas rurales) vermietet; auf dem Gemeindegebiet wurde ein Windpark installiert.

## Geschichte
Die ersten historisch halbwegs fassbaren Einwohner der Gegend um das heutige Calatayud waren Keltiberer vom Stamm der Lusonen; römische und westgotische Spuren fehlen beinahe völlig. Im 8. Jahrhundert wurde die Gegend von arabisch-maurischen Heeren überrannt, die erst zu Beginn des 12. Jahrhunderts nach Süden abgedrängt wurden (reconquista). In der Folgezeit war die Region jedoch zwischen den Königreichen Aragón und Kastilien umkämpft; aus diesem Grund gewährte Peter II. von Aragón dem Gebiet eine vollständige Befreiung von Steuern und Abgaben. Im Jahr 1251 lösten sich Ariza und einige Dörfer in seiner Umgebung aus ihrer Abhängigkeit von Calatayud.

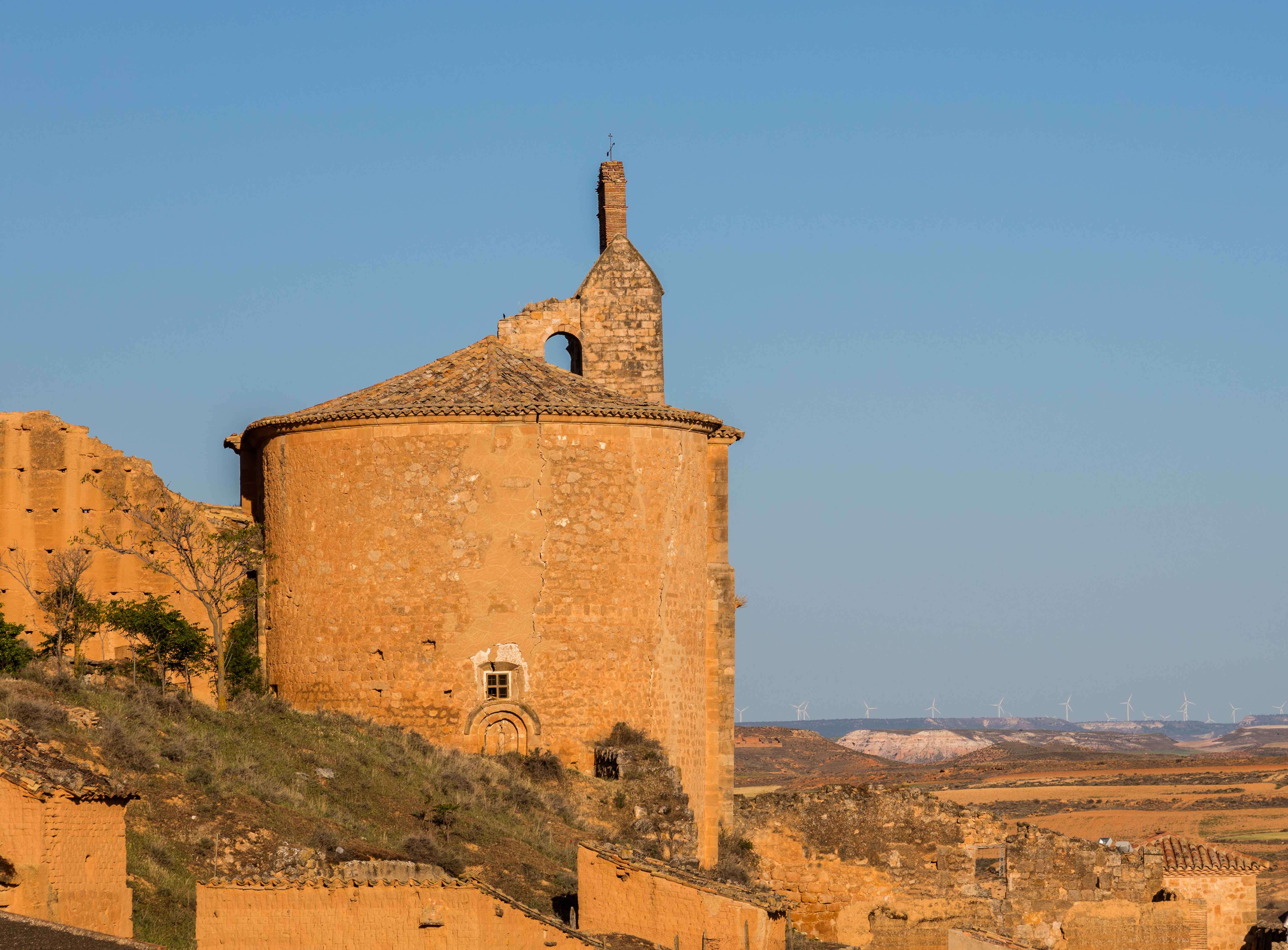
Iglesia de Ntra. Sra. de la Asunción

## Sehenswürdigkeiten
- Das weitgehend ruinöse Castillo wurde im Jahr 1128 von Alfons I. als westlichster Verteidigungsposten des Königreichs Aragón gegründet und sollte sowohl vor Angriffen der maurischen Almoraviden als auch vor den expandierenden Kastiliern schützen. Seine Mauern sind zum Teil in maurischer Stampflehmtechnik gefertigt. Zu seinen Füßen sind in späterer Zeit mehrere Felskeller (bodegas) in das bröselige Felsgestein des Burgbergs hineingehauen worden.[6][7]
- Insgesamt etwas besser erhalten, aber dennoch einsturzgefährdet ist die unterhalb der Burg stehende ursprünglich romanische, später jedoch in Teilen veränderte Iglesia de Nuestra Señora de la Asunción. Die Kirche ist seit mehr als 50 Jahren geschlossen.[8]

Umgebung
- Auf einem circa drei Kilometer westlich gelegenen Hügel befand sich die bereits von Plinius dem Älteren und Claudius Ptolemäus erwähnte keltiberische, später dann römische Festung und/oder Siedlung Arcobriga. Die Stätte wurde zu Beginn des 20. Jahrhunderts ausgegraben; dabei wurden etliche Kleinfunde aus Bronze gemacht, die sich heute im Museo Arqueológico Nacional de España in Madrid befinden.[9]